# Karlshof (Egenhofen)
Karlshof ist ein Ortsteil der oberbayerischen Gemeinde Egenhofen im Landkreis Fürstenfeldbruck.

## Geografie
Die Einöde liegt circa eineinhalb Kilometer östlich von Egenhofen. Der Ort ist über Dirlesried zu erreichen.

## Geschichte
Der Karlshof wurde 1824 von Freiherr Josef von Ruffini als Schafszucht gebaut, um dessen Schulden zu verringern. Er benannten den Hof nach seiner Frau Caroline Gräfin von Leyden Karolinenhof. Als Schloss Weyhern 1826 an den Unternehmer Carl Ludwig Lotzbeck verkauft wurde, ging auch der Karlshof in seinen Besitz über. Um 1880 wurde um Karlshof ein Wald mit Entwässerungsgräben und Weihern angelegt, die auch heute noch existieren. Bis 1949 war der Karlshof im Besitz der Lotzbecks, bis dieser an Alfred Haug verkauft wurde.
Das Grundstück befindet sich in Privatbesitz und wird vermietet, die landwirtschaftlichen Flächen werden verpachtet.